# Sebevražedný bombový útok na centrálním autobusovém nádraží v Tel Avivu
Sebevražedný bombový útok na centrálním autobusovém nádraží v Tel Avivu se odehrál 5. ledna 2003 na centrálním autobusovém nádraží v izraelském Tel Avivu. Dva palestinští sebevražední atentátníci se tehdy odpálili a zabili 23 civilistů a dalších více než 100 civilistů zranili. K útoku se přihlásila palestinská teroristická organizace Brigády mučedníků Al-Aksá.

## Útok
V neděli 5. ledna 2003 se dva palestinští sebevražední útočníci postupně odpálili na centrálním autobusovém nádraží v Tel Avivu. Poté, co se odpálil první z nich, se asi dvě stě metrů od něj o půl minuty později odpálil další. Při útoku v přeplněné oblasti zahynulo 23 civilistů a dalších více než sto bylo zraněno.

### Oběti
- Štábní seržant Mazal Orkobi, 20 let, z Azoru[3]
- Mordechaj Evioni, 52 let, z Cholonu[4]
- Moše (Maurice) Aharfi, 60 let, z Tel Avivu[5]
- Igor Zobokov, 32 let, z Bat Jam[6]
- Lilja Zibstein, 33 let, z Haify[7]
- Amiram Zmora, 55 let, z Cholonu[8]
- Me'ir Chajim, 74 let, z Azoru[9]
- Chana Chajimov, 53 let, z Tel Avivu[10]
- Boris Tepalšvili, 51 let, z Jehudu[11]
- Sapira Šošana Julzari-Jafe, 46 let, z Bat Jam[12]
- Ramin Nasibov, 25 let, z Tel Avivu[13]
- Ilanit Peled, 32 let, z Azoru[14]
- Andrej Friedman, 30 let, z Tel Avivu[15]
- Avi Kocer, 43 let, z Bat Jam[16]
- Viktor Šebajev, 62 let, z Cholonu[17]
- Ion (Nelu) Nicolae, 34 let, z Rumunska[18]
- Mihai Sabau, 38 let, z Rumunska[19]
- Li Peizhong, 41 let, z Číny[20]
- Steven Arthur Cromwell, 43 let, z Ghany[21]
- Krassimir Mitkov Angelov, 32 let, z Bulharska[22]
- Ivan Gaptoniak, 46 let, z Ukrajiny[23]
- Guo Aiping, 47 let, z Číny[24]
- Zhang Minmin, 50 let, z Číny – zemřela na následky zranění 13. ledna 2003[25]

## Pachatelé
K útoku se později přihlásila palestinská teroristická organizace Brigády mučedníků Al-Aksá, jak informovala arabská televizní stanice Al-Džazíra. Útočníky měli být Boraq Abdel Rahman Halfa a Saber al-Nour z města Nábulus na Západním břehu Jordánu.